# 葛山信吾
葛山信吾（1972年4月7日—），日本演員，三重縣龜山市出身，血型O型。

## 經歷
1990年得到JUNON SUPER BOY大獎，處女作是1991年的電視劇《回首夢已遠》。而《假面騎士空我》與《真珠夫人》兩部電視劇是他出道以來的轉捩點之作（曾自稱《假面騎士空我》改變了他的一生）。也曾演過許多時代劇，在富士電視台的《大奧》以德川家茂一角展現了演技。也在《冷暖人間》系列裡演出長子小姑丈夫的角色。
2002年與女演員細川直美結婚，2003年長女誕生。

## 出演

### 電影
- 1994年 「横浜ばっくれ隊」中田信一郎導演
- 2000年 「ざわざわ下北沢」市川準導演
- 2001年 「哥吉拉·摩斯拉·王者基多拉 大怪獸總攻擊」金子修介導演
- 2002年 「月之明」倉持健一導演
- 2003年 「咒怨2」清水崇導演

### 電視劇

#### 富士電視台
- 1991年《回首夢已遠》
- 1992年《陰錯陽差》(又名放課後)飾 直也
- 1993年《青春物》
- 1998年《神啊！請多給我一點時間》
- 2003年《美女或野獸》飾 本郷公康
- 2003年《愛相隨》
- 2003年《大奥》
- 2004年《烈火男兒》
- 2004年《早乙女千春的導遊報告書15 - 奧輕井澤溫泉旅遊殺人事件》
- 2004年《消滅的黑白影像》
- 2004年《家裁判事　伊奈守草介的事件日誌》
- 2005年《電車男》飾 瀬野
- 2011年《MARUMO的規定》飾 笹倉 純一郎 (客串)

#### 朝日電視台
- 1994年《溫泉霧氣中的女大學生騷動》
- 2000年《幪面超人KUUGA》飾 一条薫
- 2001年《科搜研之女》3
- 2007年《壽司王子！》飾 赤月真九郎
- 2012年《都市傳說之女》 飾  成田涼一 (最終話)

#### NHK 日本放送協會
- 1996年《夢曆　長崎奉行》
- 1997年《風光之劍》
- 1997年《棘・女人的遺言狀》
- 1998年《上杉鷹山》
- 1999年《元祿繚亂》飾 岡野金右衛門
- 2001年《阿登勢》
- 2002年《利家與松》飾 淺井長政
- 2003年《發現寶寶！》
- 2003年《夢見葡萄》
- 2004年《結婚進行式》
- 2008年 時代劇《スペシャル 花の誇り》飾 宗方惣兵衛
- 2009年《天地人》飾 安部政吉
- 2012年《薄櫻記》飾 高木敬之進

#### TBS 東京放送控股株式會社
- 1997年《さしすせそ!?》
- 1999年《冷暖人間99年年末特別篇》飾 春日伸彦
- 2000年《冷暖人間00年春特別篇》飾 春日伸彦
- 2000年《冷暖人間》飾 春日伸彦
- 2008年《愛の劇場 スイート10〜最後の恋人》飾 関保典
- 2011年《華和家四姊妹》飾 小野寺實

#### 有線電視
- 1993年《平成5年夏、新生之町》

#### 三重電視台
- 1999年《芭蕉・青色的影》

#### THK 東海電視放送株式會社
- 2002年《真珠夫人》飾 杉野直也

#### TX 東京電視台
- 2002年《藉口》
- 2003年《三野刑事之愛的事件簿大作戰》
- 2004年《龍馬來了》
- 2014年《Last Doctor ～監察醫秋田的驗屍報告～（日语：ラスト・ドクター〜監察医アキタの検死報告〜）》

### 網路電影
- 兔子搗餅
- 兔子搗餅2

### 舞台
- 1994　「獨生子」
- 1996　「明暗嫁問答」
- 2002　K-produce「日本文學全集」
- 2004　明治座「燃燒的劍」 飾 沖田總司
- 2005　藝術座「阿登勢」津田貢役
- 2006  Anna Karenina
- 2006  Private Lifes
- 2007/08 「宝塚BOYS」
- 2007  「憑神」
- 2009/11  Gabrielle Chanal
- 2009/10  Wait unitl Dark
- 2010  Joanna
- 2011  Victor/Victoria

## 寫真集
- 2004　寫真集「W－ダブルー」竹書房

## 外部連結
- 所屬事務所　CES （页面存档备份，存于）